# László Sárosi
László Sárosi (Budapeste, 27 de fevereiro de 1932 - 2 de abril de 2016) foi um futebolista húngaro, que atuava como defensor.

## Carreira
László Sárosi fez parte do elenco da Seleção Húngara de Futebol na Copa do Mundo de 1958 e 1962.